# Wydawnictwo Sic!
Wydawnictwo Sic! powstało latem 1993 roku. Pierwszą wydaną przez nie książką był Rosyjski romans Me’ira Szalewa – powieść o pierwszym pokoleniu żydowskich osadników w Palestynie. Oficyna wydawało literaturę piękną, publicystykę społeczno-polityczną, eseje, literaturę faktu i literaturę naukową. Wśród autorów wydanych przez Sic! książek są m.in.: Zygmunt Bauman, Małgorzata Baranowska, Marek Bieńczyk, Jolanta Brach-Czaina, Kinga Dunin, Julia Hartwig, Maria Hirszowicz, Maryla Hopfinger, Maria Janion, Ewa Kuryluk, Andrzej Mandalian, Artur Międzyrzecki, Ryszard Przybylski, Bianka Rolando, Jarosław Marek Rymkiewicz, Iwona Smolka, Tadeusz Sobolewski, Janusz Tazbir, Eugeniusz Tkaczyszyn-Dycki, Bartosz Żurawiecki a także Jean Baudrillard, Karen Blixen, Elfriede Jelinek, Virginia Woolf.
Wydawnictwo zakończyło działalność w lipcu 2023.

## Najważniejsze nagrody i nominacje dla wydanych książek
- Nagroda Literacka Nike 2003: Jarosław Marek Rymkiewicz – Zachód słońca w Milanówku[4]
- Nagroda Literacka Gdynia 2006 w kategorii poezja: Eugeniusz Tkaczyszyn-Dycki – Dzieje rodzin polskich[5]
- nominacja do Nagrody Literackiej Gdynia 2008 w kategorii eseistyka: Jarosław Marek Rymkiewicz – Wieszanie[6]
- nominacja do Nagrody Literackiej Gdynia 2011 w kategorii eseistyka: Jarosław Marek Rymkiewicz – Samuel Zborowski[7]
- nominacja do Nagrody Literackiej Gdynia 2012 w kategorii eseistyka: Adam Lipszyc – Rewizja procesu Józefiny K. i inne lektury od zera[8]
- nominacja do Nagrody Literackiej m.st. Warszawy 2012 w kategorii literatura piękna - proza: Renata Lis – Ręka Flauberta[9]
- Nagroda Literacka Gdynia 2015 w kategorii eseistyka: Piotr Wierzbicki – Boski Bach[10]
- finał Nagrody Poetyckiej im. K.I. Gałczyńskiego – Orfeusz 2015: Jarosław Marek Rymkiewicz – Pastuszek Chełmońskiego[11]
- nominacja do Nagrody Literackiej m.st. Warszawy 2016 w kategorii proza: Renata Lis – W lodach Prowansji. Bunin na wygnaniu[12]
- nominacja do Nagrody Poetyckiej im. K.I. Gałczyńskiego – Orfeusz 2016: Jarosław Marek Rymkiewicz – Koniec lata w zdziczałym ogrodzie[13]
- nominacja do Nagrody Literackiej Nike 2016: Renata Lis – W lodach Prowansji. Bunin na wygnaniu[14]
- nominacja do Nagrody Literackiej Gdynia 2016 w kategorii esej: Renata Lis – W lodach Prowansji. Bunin na wygnaniu[15]
- nominacja do Nagrody Literackiej Gdynia 2018 w kategorii esej: Marian Sworzeń – Czarna ikona – Biełomor. Kanał Biełomorski – dzieje, ludzie, słowa[16]
- nominacja do Górnośląskiej Nagrody Literackiej „Juliusz” 2018: Renata Lis – Lesbos[17]